# إعلان بشأن القضاء على العنف على المرأة
اعتمدت الجمعية العامة للأمم المتحدة إعلان القضاء على العنف على المرأة دون تصويت وذلك في قرارها 48/104 المؤرخ في 20 كانون الأول 1993. وأُورد فيه الاعتراف ب «الحاجة الملحة لتطبيقٍ شامل على المرأة من الحقوق والمبادئ المتعلّقة بالمساواة والأمن والحرية والنزاهة والكرامة لجميع البشر».
وغالبا ما ينظر للقرار بأنه مكمل ومعزز لعمل اتفاقية القضاء على جميع أشكال التمييز ضد المرأة وإعلان وبرنامج عمل فينا.
القرار يذكّر ويجسد نفس الحقوق والمبادئ كما نُصّ عليها بوثائق كالاعلان العالمي لحقوق الإنسان وتُقدّم المادتين 1 و 2 التعريف الأكثر استخدامًا للعنف على المرأة. وقررت الجمعية العامة بقيادة نائب من جمهورية الدومينيكان، في عام 1999، تعيين 25 نوفمبر كيوم عالمي للقضاء على العنف على المرأة نتيجةً لذلك القرار.

## خلفية الموضوع
ان الإدراك الدولي بضرورة التحرك للحفاظ على حق النساء في حياة خالية من العنف قد تحقق حديثًا، تاريخيًا فقد عانت النساء كثيرًا من العنف، وكذلك الحصانة التي تمنحها المجتمعات لمرتكبي الجرائم العنصرية ترتبط ارتباطًا وثيقًا بمكافحة التمييز ضد النساء.
وحيث أن الأمم المتحدة قد أظهرت اهتمامًا بالغًا -منذ نشأتها- بإقرار حقوق المرأة، ولكنها لم تستهدف المعدلات المتزايدة لممارسة العنف على الإناث حتى عام 1993. واحد من أهم أهداف إصدار القرار كان مواجهة وتغيير موقف الحكومات من العنف على المرأة باعتباره شأن خاص وأسري ولا يتطلب تدخل أو تشريع حكومي.

وضمن فعاليات اليوم العالمي للمرأة 8 مارس من عام 1993 أصدر الأمين العام للأمم المتحدة – بطرس بطرس غالي- بيانًا ذكر صراحةً التحضير لإعلان يوضح دور الأمم المتحدة في الدفاع عن حقوق المرأة وتعزيزها ودعمها، وقال: 
"ان الكفاح في سبيل حقوق المرأة وكذلك في سبيل تطوير أمم متحدة جديدة قادرة على تنمية السلام ودعم القيم التي تسمح بالمحافظة عليه  هما وجهان لعملة واحدة. وقد أصبحت قضايا المرأة اليوم –أكثر من أي وقت سابق" هي قضايا تخص الإنسانية جمعاء"

## تعريف العنف على المرأة
تنص المادتين 1 و 2 من القرار على التعريف الأكثر استخدامًا على نطاق واسع للعنف على المرأة.
المادة الأولى:
يعرّف مصطلح «العنف على المرأة» لأغراض هذا الإعلان، بأنه أي عمل من أعمال العنف القائم على نوع الجنس والذي يترتب عليه، أومن المحتمل أن يترتب عليه، أذى جسدي أو جنسي أو نفسي أو معاناة للمرأة، بما في ذلك التهديد بالإكراه أو الحرمان التعسفي من الحرية، سواء حدث ذلك في مكان عام أو في الحياة الخاصة.
المادة الثانية:
يجب أن يُفهم العنف على المرأة على أنه شامل ولكن لا يقتصر على ما يلي:
(أ) حدوث العنف البدني والجنسي والنفسي  في الأسرة، بما في ذلك الضرب والتعدي الجنسي على الأطفال الإناث بالمنزل، والعنف المتعلّق بالمهر، واغتصاب الزوجة، وختان الإناث وغيره من الممارسات التقليدية الضارة بالمرأة، والعنف غير الزوجي والعنف المرتبط بالاستغلال؛
(ب) حدوث العنف البدني والجنسي والنفسي في إطار المجتمع العام، بما في ذلك الاغتصاب والاعتداء الجنسي والمضايقة الجنسية والتخويف في مكان العمل وفي المؤسسات التعليمية وفي أي مكان آخر، والاتجار بالنساء والبغاء القسري؛
(ج) تغاضي الدولة  أو ارتكابها للعنف البدني والجنسي والنفسي أينما وقع.

## مقرر خاص معني بالعنف على المرأة
بناءًا على إعلان 4 مارس 1994، فقد تبنت اللجنة التابعة لحقوق الإنسان القرار 45/1994، ومن خلاله تم تعيين السيدة «راديكا كوماراسوامي» بصفتها المقرر الخاص الأول في التاريخ للأمم المتحدة لقضية العنف على المرأة ومكافحة أسبابها والمشاكل الناتجة عنها.
يتولى المقرر الخاص مسئولية جمع وتحليل البيانات الحكومية المختلفة، ومن هيئة الاتفاقيات الخاصة بالامم المتحدة والوكالات المتخصصة والمنظمات الغير حكومية وجميع الهيئات المهتمة بالقضية، وكذلك التجاوب بفعالية مع هذا الكم الهائل من المعلومات.
وكذلك يتولى المقرر اقتراح التوصيات المهمة على النطاق العالمي، والقومي والإقليمي. والاتصال بالمقررين الآخرين وممثلي الامم المتحدة ومجموعات العمل وخبراء حقوق الإنسان في الجهات المستقلة.
في 18 يونيو عام 2009 تولت رشيدة مونجو المنصب خلفًا ل د. ياكين إيرتورك لتصبح ثالث من يتولى منصب المقرر.

## مشاكل
يحذّر الكثير من  المدافعين حقوق المرأة من أن الخطوات التي تم اتخاذها تجاه حقوق الإنسان بعد الإعلان مهددة وفي خطر الزوال نتيجة نشأة مزيد من القوى المحافظة في المجتمع الدولي.
في مارس 2003 وخلال اجتماع لجنة الأمم المتحدة الخاصة بوضع المرأة، اعترض الوفد الايراني لاحتواء البيان على فقرة تطالب الحكومات بإدانة العنف على المرأة وعدم تطبيق أي عادات وتقاليد مجتمعية أو دينية وفرضها بالقوة، وكذلك العمل على القضاء على ذلك كما نص عليه إعلان القضاء على العنف على المرأة.
كذلك ممثلي مصر وباكستان والسودان والولايات المتحدة اعترضوا على أمور أخرى. لتكون المرأة الأولى التي تفشل فيها المساعي الدبلوماسية في اطار عمل اللجنة.

## حملات
يمثّل اليوم العالمي للقضاء على العنف على المرأة في كل عام، بدايةِ 16 يومًا من النشاط لمناهضة العنف القائم على النوع الاجتماعي. تنضمُّ منظمات حقوق الإنسان مثل مركز القيادة العالمية للمرأة، صندوق الأمم المتحدة الإنمائي، جماعة لن تنتظر المرأة، وجماعة نساء من أجل التغيير، وجماعة مساعدة المرأة، وغيرها من الجماعات معا ليتحدثوا ضد العنف بين الجنسين وتعزيز حقوق ومبادئ للإعلان.
عقدت منظمة العفو الدولية، مظاهرة في نارايانجات، نيبال، وذلك في 10 نيسان 2009، لتسليط الضوء على محنة الناشطين في مجال حقوق المرأة بعد أن فشلت الدولة النيبالية لحماية اثنين من الناشطين من الهجمات العنيفة، وأخيرا قتلهم.وفشلت النيبال، على الرغم من التصديق على الإعلان، في الالتزام بموجب المادة 4-ج الذي يؤكد على الالتزام الواضح من الدول إلى:
«ممارسة العناية الواجبة للمنع والتحقيق فيها وفقا للتشريعات الوطنية، وأعمال العنف على المرأة والمعاقبة عليها، سواء ارتكبت الدولة تلك الأفعال أو الافراد.»

## وصلات خارجية
- United Nations Division for the Advancement of Women